# Santa Maria Maddalena
Santa Maria Maddalena är en romersk-katolsk kyrkobyggnad i Rom, helgad åt den heliga Maria från Magdala och kamillianerordens moderkyrka. Kyrkan är belägen vid Piazza della Maddalena och tillhör församlingen Santa Maria in Aquiro.
Kamillianerorden, grundad 1582 av Camillo de Lellis, hade en kyrka på samma plats från 1586 och den nuvarande kyrkan började byggas under sent 1600-tal. Kyrkan stod färdig 1699 och är en barockkyrka. Fasaden är dock utförd i rokokostil, vilket är en ovanlighet i Rom. Rocaille-motivet är tydligt.
Arbetet att bygga kyrkan pågick i 70 år och med flera arkitekter, däribland Carlo Quadri, Carlo Fontana (vilken man tror har konstruerat kupolen) och Giovanni Antonio de Rossi. Det är oklart vem som har designat den sirliga rokokofasaden som stod färdig 1734. Äldre guideböcker anger Giuseppe Sardi som designer, men den har motiv som påminner om Borrominis arbete. Mellan 1732 och 1734, ledde den portugisiske arkitekten Manuel Rodriguez Dos Santos det avslutande arbetet på kyrkan och historikern Alessandra Marino anser att det är Dos Santos, snarare än Giuseppe Sardi, som skall ha äran för fasaden. Även arkitekturhistorikern Nina Mallory menar att Sardi är osannolik som arkitekt till fasaden.
Kyrkan har ett freskmålat valv från 1744, utfört av Sebastiano Conca i ett kapell helgat åt Camillo de Lellis. Camillo de Lellis var kamillianerordens grundare, och hans reliker vördas i kyrkan.
Till vänster om kyrkan ligger klostret, färdigställt något tidigare än kyrkan.